# Lac Hong
Pour le lac situé au Kazakhstan, voir Lac Chagan.
Le lac Hong (chinois : 洪湖 ; pinyin : hóng hú) est un lac marécageux situé sur le territoire de la ville-préfecture de Honghu et du xian de Jianli, dans la province du Hubei, en République populaire de Chine. Il est placé sur la rive Nord du cours moyen du Changjiang et au sud de la rivière Dongjing (zh) (chinois : 东荆河). C'est le septième plus grand lac d'eau douce de Chine.
Le lac Hong est connu pour un célèbre film-opéra, Les Gardes rouges du lac Hong (chinois : 洪湖赤卫队 ; pinyin : Hónghú chìwèiduì) décrivant la révolution communiste paysanne en 1929 dans cette région. Une série a été tirée de ce film dans les années 2000.